# John Horton Baker
John Horton Roderick „Roddie“ Baker (* 6. Oktober 1907 in Solihull; † 14. Juli 1957 in Birmingham) war ein britischer Autorennfahrer.

## Karriere als Rennfahrer
John Horton Baker war in den 1930er-Jahren zweimal beim 24-Stunden-Rennen von Le Mans am Start. Beide Male war sein Landsmann Norman Black der Teamkollege. 1934 erreichte das Duo auf einem Werks-Singer 9 Le Mans den 15. Gesamtrang. Im Jahr darauf fiel das Duo nach einem Starterschaden am Singer 9 Le Mans Replica vorzeitig aus. 

## Statistik

### Le-Mans-Ergebnisse
| Jahr | Team              | Fahrzeug                 | Teamkollege  | Platzierung | Ausfallgrund   |
| ---- | ----------------- | ------------------------ | ------------ | ----------- | -------------- |
| 1934 | Singer Ltd.       | Singer 9 Le Mans         | Norman Black | Rang 15     |                |
| 1935 | John Horton Baker | Singer 9 Le Mans Replica | Norman Black | Ausfall     | Starter defekt |